# Dalhousiea bracteata
Dalhousiea bracteata är en ärtväxtart som först beskrevs av William Roxburgh, och fick sitt nu gällande namn av George Bentham. Dalhousiea bracteata ingår i släktet Dalhousiea, och familjen ärtväxter. Inga underarter finns listade i Catalogue of Life.